# راي باريت
راي باريت (بالإنجليزية: Ray Barrett)‏ هو مغني وممثل أسترالي، ولد في 2 مايو 1927 ببريزبان في أستراليا، وتوفي في 8 سبتمبر 2009 بغولد كوست في أستراليا بسبب اضطراب عصبي. من الجوائز التي نالها جائزة آكتا لأفضل ممثل في دور رئيسي ‏ وLongford Lyell Award ‏.

## أعمال

### أفلام
- (1960) المنجرفون
- (2008) أستراليا[7][8][9]

## جوائز
- جائزة آكتا لأفضل ممثل في دور رئيسي [الإنجليزية]‏
- Longford Lyell Award [الإنجليزية]‏

## وصلات خارجية
- راي باريت على موقع IMDb (الإنجليزية)
- راي باريت على موقع ألو سيني (الفرنسية)
- راي باريت على موقع ميوزك برينز (الإنجليزية)
- راي باريت على موقع أول موفي (الإنجليزية)
- راي باريت على موقع قاعدة بيانات الأفلام السويدية (السويدية)
- راي باريت على موقع إن إن دي بي (الإنجليزية)
- راي باريت على موقع ديسكوغز (الإنجليزية)
- راي باريت على موقع قاعدة بيانات الفيلم (الإنجليزية)
- راي باريت على موقع كينوبويسك (الروسية)